# Berlin Heights (Ohio)
Pour les articles homonymes, voir Berlin Heights.
Berlin Heights est un village américain situé dans le comté d'Erie, dans l'Ohio. Selon le recensement de 2010, sa population est de 714 habitants.